# EBay
eBay ist ein US-amerikanisches Unternehmen, das einen der größten Online-Marktplätze betreibt. Es wurde am 3. September 1995 von Pierre Omidyar im kalifornischen San José unter dem Namen AuctionWeb gegründet. Auch in Europa – etwa in Deutschland, der Schweiz und Österreich – bietet das Unternehmen seine Dienstleistungen an. Bis zum 17. Juli 2015 gehörte auch der Bezahldienst PayPal zum Unternehmen.
Im Laufe der Jahre erweiterte sich das Angebot von einem Consumer-to-Consumer-Marktplatz mit flohmarktähnlichem Charakter zu einer Business-to-Consumer-Plattform; das heißt, es wird Neuware von kommerziellen Händlern angeboten, im Unterschied zu den Gebrauchtwaren privater Anbieter.

## Unternehmen

### Geschichte

eBay-Logo bis 2012

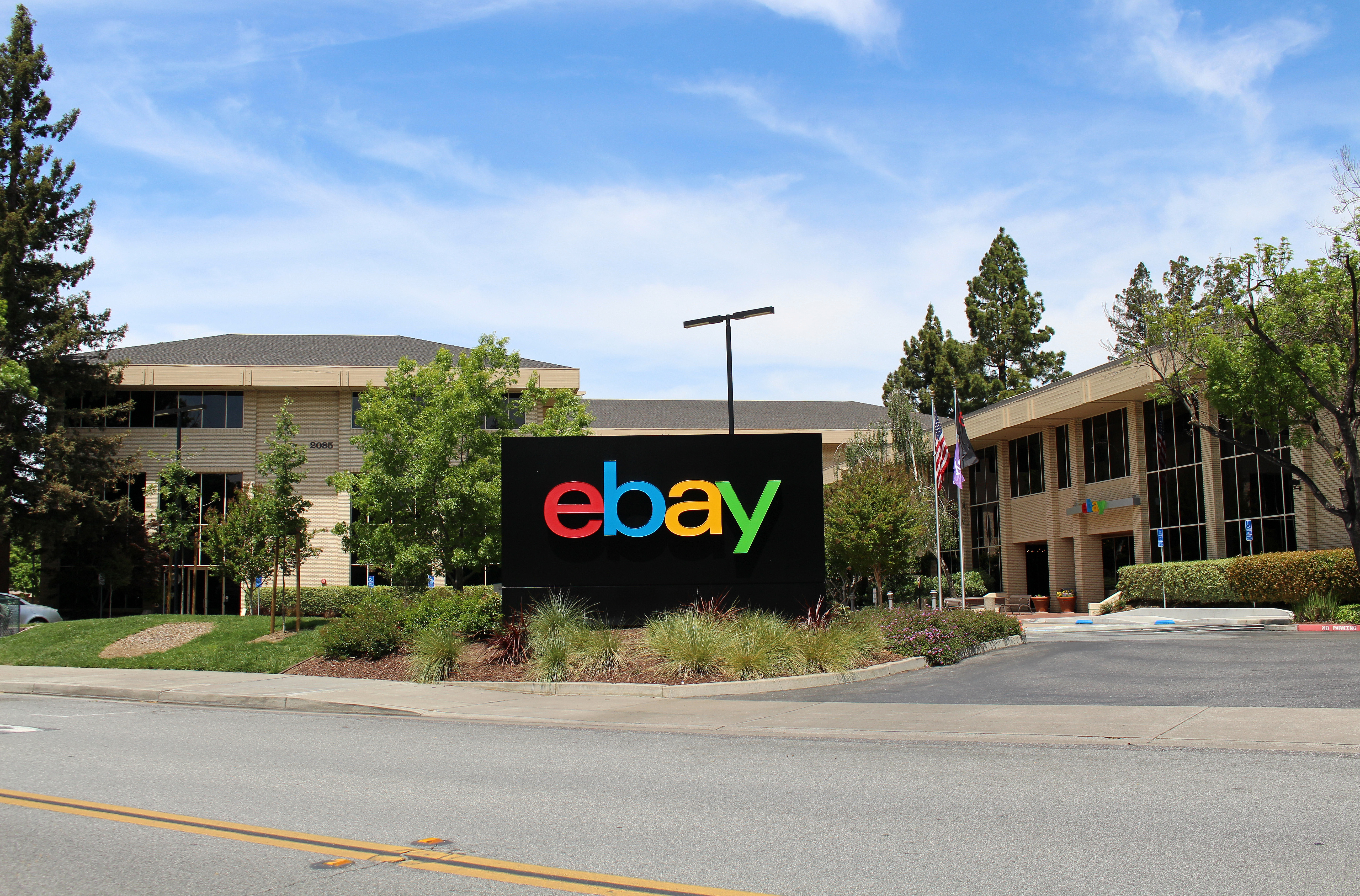
eBay-Hauptgeschäftssitz in San José (2018)

Nach der Gründung 1995 in den Vereinigten Staaten expandierte eBay stark. 1997 investierte Benchmark Capital 6,7 Millionen US-Dollar in das Unternehmen, welches zum besten Investment in der Silicon-Valley-Geschichte wurde. Zwei Jahre später waren diese Anteile 5 Milliarden US-Dollar wert. Im Sommer 1999 kaufte eBay das deutsche Auktionshaus Alando für 50 Millionen US-Dollar von den drei Samwer-Brüdern. 2001 kaufte das Unternehmen das südkoreanische Auktionshaus Auction, 2002 den Internet-Zahlungsdienstleister PayPal und 2003 die Auktions-Seite Eachnet für 180 Millionen Dollar. 2003 wurde der Europasitz in Bern eröffnet. Im Januar 2004 übernahm eBay mobile.de (Anzeigenmarkt für Fahrzeuge in Deutschland) für 121 Millionen Euro. Im selben Jahr kamen die indische Plattform Baazee.com (Juni, 50 Millionen US-Dollar), der niederländische Online-Marktplatz-Betreiber Marktplaats.nl (November, 225 Millionen Euro) und das Immobilienportal Rent.com (Dezember, 415 Millionen US-Dollar) dazu. Im März 2005 gründete eBay die auf regionale Kleinanzeigen spezialisierte Handelsplattform Kijiji. Im Juni erwarb das Unternehmen die Angebotssuchmaschine Shopping.com für 620 Millionen US-Dollar und im September 2005 Skype für 3 Milliarden US-Dollar. Im April 2006 übernahm eBay das schwedische Internetauktions-Portal Tradera.com. Der Kaufpreis wurde auf umgerechnet 48 Millionen Dollar beziffert.
Am 22. August 2006 startete eBay den deutschen Online-Marktplatz eBay Express mit neuen Diensten für gewerbliche eBay-Verkäufer, der am 23. April 2008 wieder abgeschaltet wurde.
2007 wurde eBay von der International Academy of Digital Arts and Sciences bei der 11. Verleihung des Webby Awards mit einem Preis für das „Lebenswerk“ ausgezeichnet. Am 4. Oktober übernahm das Unternehmen das Auktionsabwicklungstool Afterbuy und akquirierte 2009 das südkoreanische Händlerportal Gmarket.
Am 1. September 2009 gab eBay bekannt, dass es 65 Prozent der Anteile seiner Internet-Telefontochter Skype für 1,9 Milliarden US-Dollar an eine Investorengruppe verkaufen werde. Kurz darauf drohten die beiden Skype-Gründer mit juristischen Schritten gegen eBay, Skype und die Investoren. Im November 2009 einigten sich die Beteiligten. Die Skype-Gründer erhielten 14 % an Skype (das Paket war seinerzeit 385 Millionen Dollar wert).
Im Dezember 2010 kaufte eBay die lokale Einkaufssuchmaschine Milo für 75 Millionen US-Dollar. Milo.com macht den Warenbestand von Ladengeschäften in US-Städten durchsuchbar, so dass seine Nutzer im Web in Echtzeit sehen, ob von ihnen gewünschte Produkte in einem Laden in ihrer unmittelbaren Umgebung erhältlich sind. In den USA bieten beteiligte lokale Händler über diesen eBay local genannten Service einen Lieferservice innerhalb einer Stunde an. Im selben Monat übernahm eBay das Berliner Shopping-Portal brands4Friends für rund 150 Millionen Euro.
Am 10. Mai 2011 verkaufte eBay seine Anteile an Skype für rund 2,3 Milliarden US-Dollar an Microsoft. Am 22. Juni wurde die 2,4 Milliarden US-Dollar teure Übernahme des E-Commerce-Unternehmens GSI Commerce abgeschlossen. 2011 wurde auch das türkische Unternehmen GittiGidiyor.com für 217 Millionen US-Dollar übernommen.
Seit Oktober 2012 haben die Website und Dienste des Unternehmens ein überarbeitetes Erscheinungsbild, im Zuge dessen auch das bis zu diesem Zeitpunkt unveränderte eBay-Logo erstmals neu gestaltet wurde. Während die Farben weitgehend beibehalten wurden und die Buchstaben weiterhin miteinander verbunden sind, erzielt man durch Verwendung der Schriftart Univers Extended ein klareres Schriftbild.
Im Oktober 2013 wurde die Startseite des Unternehmens neu gestaltet. Dabei baute eBay sogenannte feeds in die Seite ein, mit denen Kunden Hersteller, Händler und Produktkategorien folgen können und so immer aktuelle Angebote erhalten. Diese Funktion erhöhte die Kundenbindung und die Frequenz des Seitenbesuchs. Die Überarbeitung gehört zu den Innovationen, mit denen John Donahoe zwischen 2009 und Anfang 2014 die Börsenkapitalisierung von eBay um mehr als 50 Milliarden US-Dollar gesteigert hat.
Am 30. September 2014 gab eBay Inc. bekannt, dass ab 2015 eine Trennung von eBay und PayPal in zwei voneinander unabhängige börsennotierte Unternehmen geplant ist.
Die Abspaltung setzte eine Gruppe Großinvestoren um Carl Icahn gegen den Willen von Donahoe durch, wonach dieser das Unternehmen verließ. Die Abspaltung wurde am 17. Juli 2015 vollzogen. Anfang Februar 2018 hat eBay bekanntgegeben, dass die Zusammenarbeit mit Paypal eingeschränkt wird. Der Online-Marktplatz wird bis 2021 Adyen als neuen primären Zahlungsdienstleister etablieren.
eBay gibt an, diesen Schritt aufgrund der geringeren Gebühren und des einfacheren Preismodells durchgeführt zu haben.
Im Juni 2019 wurde bekannt, dass sich eBay an der Internetwährung Libra beteiligt hat. Im Juli 2019 gab eBay die Kooperation mit Authorized.by bekannt, einem Münchener Anbieter für Händler-Autorisierungen im Internet.
Am 21. Juli 2020 wurde bekannt, dass eBay seine Anzeigenportale eBay Kleinanzeigen (jetzt Kleinanzeigen) und Mobile.de bis spätestens zum 1. Quartal 2021 an den börsennotierten Internetkonzern Adevinta verkauft, der in seinem Herkunftsland Norwegen und 14 weiteren Ländern Anzeigenportale betrieb. Der abgeschlossene Verkauf wurde am 24. Juni 2021 offiziell bekanntgegeben. Der Kaufpreis betrug 9,2 Milliarden US-Dollar. Adevinta zahlte 2,5 Milliarden in bar an eBay. Für den Rest der Kaufsumme erhielt eBay Aktien an Adevinta zu einem Nennwert von insgesamt 6,7 Milliarden Dollar. Mit 44 Prozent der Aktien und 33,3 Prozent der Stimmrechte wurde eBay somit zum größten Anteilseigner von Adevinta. Seitdem trägt das ehemalige „eBay Kleinanzeigen“ nur noch den Namen „Kleinanzeigen“. Um die kartellrechtliche Genehmigung zu erhalten, wurde Gumtree zusätzlich veräußert. eBay verkaufte seine Anteile an Adevinta schrittweise im Juli 2021, im November 2023 und im Mai 2024, unter anderem an Private-Equity-Firmen wie Permira und Blackstone. Im letzten Verkaufsschritt schloss eBay den Verkauf von 227.115.592 Adevinta-Aktien an Aurelia BidCo 1 Norway AS für etwa 2,4 Milliarden US-Dollar in bar ab und tauschte weitere 177.115.591 Adevinta-Aktien gegen eine gleichwertige Anzahl von Anteilen an Aurelia Netherlands TopCo B.V. ein.
Im November 2021 verkaufte eBay sein südkoreanisches Geschäft für 3 Milliarden US-Dollar an Emart.
Im Mai 2022 erwarb eBay eine Beteiligung am US-amerikanischen Spielwarenherstellers Funko und wurde zum bevorzugten Sekundärmarkt für Funko-Produkte.
Im Mai 2021 kündigte eBay den Verkauf von Non-Fungible Tokens (NFTs) an. Im Juni 2022 übernahm das Unternehmen KnownOrigin, einen Marktplatz für NFTs.
Im August 2022 übernahm eBay die myFitment-Unternehmensgruppe, die sich auf den Online-Verkauf von Auto- und Powersport-Teilen und -Zubehör spezialisiert hat.
Im Oktober 2022 übernahm das Unternehmen TCGPlayer, einen Marktplatz für Sammelkartenspiele, für bis zu 295 Millionen US-Dollar.
Im Juli 2023 übernahm das Unternehmen Certilogo, einen Anbieter von KI-basierten digitalen Identitäten und Authentifizierungen für Bekleidung und Modeartikel.

### Zahlen und Fakten
| Jahr | Umsatz in Mio. USD | Gewinn in Mio. USD |
| ---- | ------------------ | ------------------ |
| 2024 | 10.283             | 2.445              |
| 2023 | 10.112             | 2.260              |
| 2022 | 9.795              | 2.312              |
| 2021 | 10.420             | 2.661              |
| 2020 | 10.271             | 5.667              |
| 2019 | 8.636              | 1.786              |
| 2018 | 8.605              | 2.530              |
| 2017 | 8.009              | -1.017             |
| 2016 | 7.586              | 7.266              |
| 2015 | 8.592              | 1.725              |
| 2014 | 17.902             | 46                 |
| 2013 | 16.047             | 2.856              |
| 2012 | 14.072             | 2.609              |
| 2011 | 11.652             | 3.229              |
| 2010 | 9.156              | 1.801              |
| 2009 | 8.727              | 2.389              |
| 2008 | 8.541              | 1.779              |
| 2007 | 7.672              | 348                |
| 2006 | 5.970              | 1.120              |
| 2005 | 4.552              | 1.082              |
| 2004 | 3.271              | 778                |
| 2003 | 2.165              | 442                |
| 2002 | 1.214              | 250                |
| 2001 | 748                | 116                |

Der nach Firmenangaben umsatzstärkste Anbieter von Internetauktionen soll über ungefähr 134 Millionen aktive Mitglieder weltweit verfügen, die online Waren kaufen oder verkaufen. Laut eBay betrug das Handelsvolumen im vierten Quartal 2024 weltweit 19,3 Milliarden US-Dollar. Das Handelsvolumen im ganzen Jahr 2024 betrug 74,7 Milliarden US-Dollar.
2008 gab es laut eBay weltweit rund 516.000 eBay-Shops (rund 294.000 in den USA registrierte eBay-Shops und 222.000 aus anderen Ländern).
Das Unternehmen sei in 38 Nationen mit einem länderspezifischen Auftritt präsent. Dort sollen über 83 Millionen aktive Nutzer in mehr als 50.000 Kategorien miteinander Handel treiben.
Der teuerste Artikel, der weltweit bei eBay verkauft wurde, war eine Megayacht für 168 Millionen Dollar.

### Aktie
Insgesamt gibt es etwa 466 Millionen ausstehende Aktien, von denen 99,69 % in Streubesitz sind. Der Börsenwert von eBay lag am 2. Januar 2025 bei rund 28,86 Milliarden Euro. Einen Tiefstand verzeichnete die Aktie am 8. Oktober 1998 mit 0,44 US-Dollar. Am 22. Oktober 2021 erreichte der Kurs einen Spitzenwert von 81,19 US-Dollar. Größter privater Aktionär ist gegenwärtig Thomas J. Tierney mit rund 0,76 % Aktienanteil. Der eBay-Gründer Pierre Omidyar hat in den letzten Jahren einen Großteil seiner Aktien verkauft oder an gemeinnützige Organisationen übertragen, wodurch sein direkter Einfluss auf das Unternehmen zurückgegangen ist. Derzeit besitzt er weniger als 1 % der Anteile.
Wegen der Abspaltung von PayPal sank der Kurs der eBay-Aktie am 20. Juli 2015 um 59 % und fiel von 66,29 US-Dollar auf 26,92 US-Dollar. Auch wurde eBay im S&P 100 durch PayPal ersetzt.

### eBay Deutschland
Der deutsche Vorläufer von eBay wurde 1999 in Berlin unter dem Namen Alando von sechs Unternehmern, darunter den drei Samwer-Brüdern Marc, Oliver und Alexander gemeinsam mit Max Finger, Karel Dörner und Jörg Rheinboldt gegründet. Unterstützt wurde das Unternehmen unter anderem vom Wachstumsfond Acton Capital Partners. Schon sechs Monate später kaufte die amerikanische eBay-Gesellschaft das Unternehmen für 50 Millionen US-Dollar. Nach der Übernahme von Alando durch eBay im Juni 1999 übernahm Jörg Rheinboldt, einer der Mitgründer von Alando, bis 2000 die Rolle des Managing Directors bei eBay Deutschland. Mitte 2000 wurde der Geschäftssitz in den Europarc Dreilinden in Kleinmachnow verlegt. Vertragspartner der eBay-Mitglieder mit Wohnsitz oder Sitz in der EU ist nach eBays allgemeinen Geschäftsbedingungen die luxemburgische eBay Europe S.à r.l., die am 2. Mai 2018 auf die deutsche eBay GmbH, Kleinmachnow (HRB 13754 P), verschmolzen wurde, außerhalb der EU und der USA die schweizerische eBay International AG mit Sitz in Bern, die bis zum 21. Juli 2017 in Deutschland eine Zweigniederlassung unterhielt. Dr. Philipp Justus trat 2000 als Geschäftsführer bei eBay Deutschland ein und blieb bis 2004. Später wurde er zum Vice President Europe bei eBay befördert. Stefan Groß-Selbeck übernahm 2004 die Position des Geschäftsführers von eBay Deutschland bis 2008. Geschäftsführer bei eBay Deutschland war vom 1. März 2008 bis etwa Juli 2009 Frerk-Malte Feller, dann wechselte Feller zu eBay Australien. Sein Nachfolger wurde Stephan Zoll, bislang Geschäftsführer der eBay Advertising GmbH. Zoll veränderte sich im April 2016 beruflich in Richtung USA. Seinen Platz nahm der bisherige Senior Director von eBay Fashion und Geschäftsführer von brands4friends, Stefan Wenzel, ein. Nachdem Wenzel im Mai 2017 aus persönlichen Gründen ausgeschieden war, übernahm der vorige Vice President Greater Europe, Eben Sermon, die Position des Geschäftsführers von eBay Deutschland. Sermon wechselte im September 2020 in eine globale Führungsrolle bei eBay. Sein Nachfolger wurde Oliver Klinck, der bisherige Chief Commercial Officer von eBay Deutschland. Seit März 2024 ist Klinck Vice President Europe & International Markets bei eBay. Als Geschäftsführerin von eBay Deutschland amtiert seitdem Dr. Saskia Meier-Andrae, die zuvor bei der US-amerikanischen E-Commerce-Plattform Wayfair arbeitete.
In Deutschland finanziert sich eBay

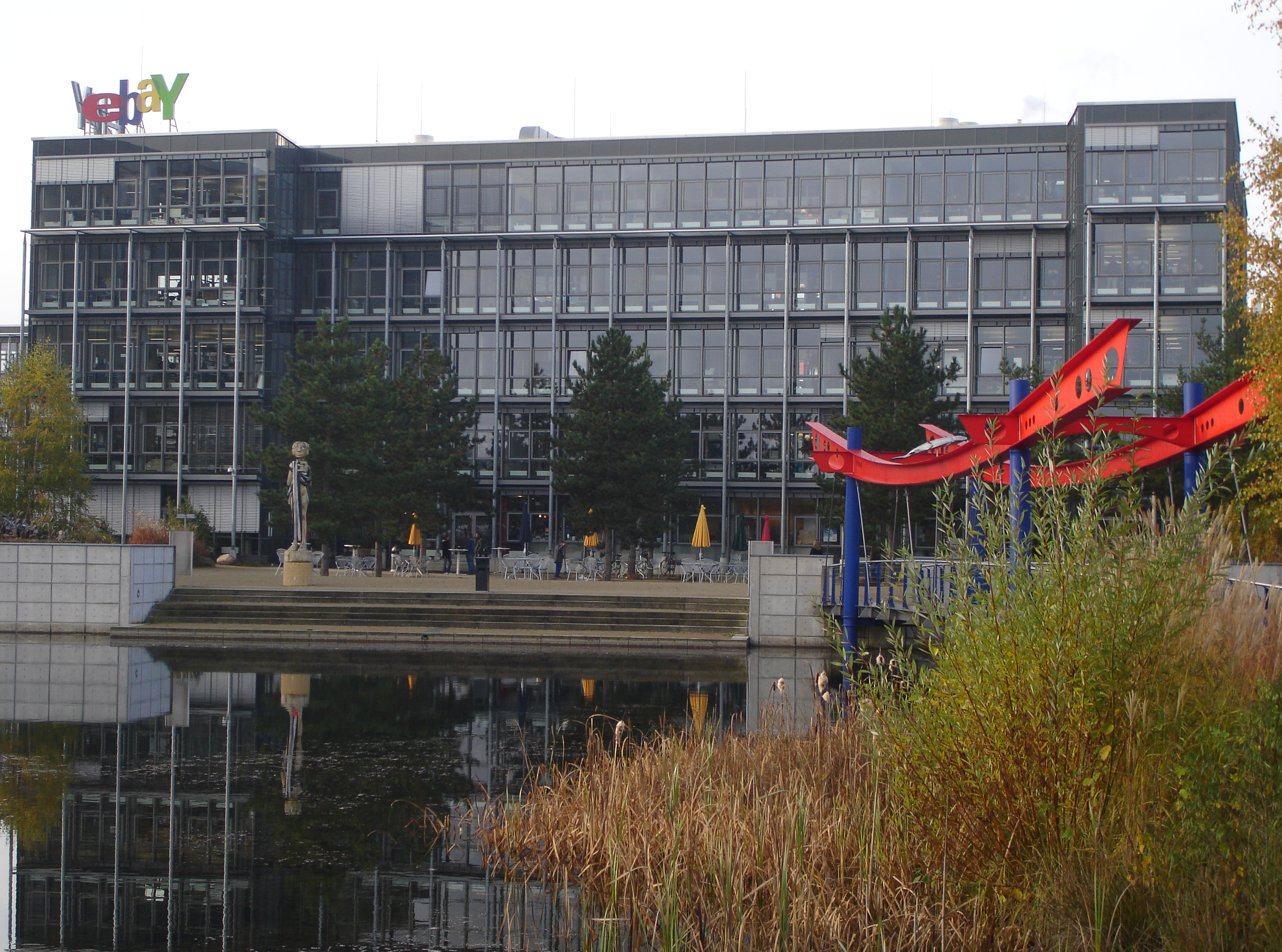
eBay-Deutschlandzentrale in Kleinmachnow

- über eine sogenannte Angebotsgebühr für gewerbliche Verkäufer.[83] Diese Gebühr wird fällig, wenn ein Produkt auf eBay gelistet wird. Es müssen 0,35 € für jedes Festpreisangebot und 0,50 € je Auktionsangebot gezahlt werden.[84]
- sowie über eine Provision in Höhe von 2 % bis zu 14 %[85], die dem gewerblichen Verkäufer bei einem erfolgreichen Verkauf in Rechnung gestellt wird.
- Gebühren für Zusatzoptionen: Zusätzliche Gebühren können für optionale Funktionen anfallen, wie z. B. das Hervorheben von Angeboten oder die Platzierung in einer zweiten Kategorie.[86]

Am 1. März 2023 gab eBay Deutschland bekannt, dass auf Privatverkäufer keine Verkaufskosten mehr zukämen.
Eine weitere Einnahmequelle für eBay Deutschland stellt das Werbegeschäft (eBay Advertising) dar. Im Februar 2025 wurden Änderungen im Bereich der so genannten Promoted Listings eingeführt:
- Erweiterte Attributionsregel: Ab dem 26. Februar 2025 wird eine Verkaufsattribution vorgenommen, wenn ein Käufer innerhalb von 30 Tagen nach einem Klick auf eine Anzeige das beworbene Produkt kauft. Die Werbegebühr basiert auf dem zum Zeitpunkt des Verkaufs gültigen Anzeigensatz.
- Exklusive Anzeigenplatzierung für Prioritätskampagnen: Nur Angebote, die mit einer Prioritätskampagne beworben werden, erhalten exklusiven Zugang zum ersten Anzeigenplatz in den Suchergebnissen.

eBay Deutschland meldete 2024 etwa 18 Millionen aktive Nutzer. Durchschnittlich befanden sich weltweit bei eBay im 4. Quartal 2024 etwa 2,3 Milliarden Artikel im Angebot. Die Standard-Zahlungsmethoden auf eBay Deutschland sind Kreditkarten (Visa, MasterCard, American Express), PayPal, Apple Pay, Google Pay, Sofortüberweisung (Klarna), Barzahlung bei Abholung. Diese Optionen sind Teil der integrierten Zahlungsabwicklung von eBay. Zusätzlich gibt es auf eBay.de Zahlungsoptionen über Klarna und Riverty: Klarna Rechnungskauf, Klarna Ratenzahlung, Riverty Monatsabrechnung, Riverty Lastschrift. Diese Optionen werden von den jeweiligen Zahlungsdienstleistern angeboten und unterliegen deren Bedingungen.
Der Anteil des gewerblichen Handels ist deutlich größer und macht ungefähr 80 Prozent des Geschäfts aus. Rund 20 Prozent entfallen auf den privaten Verkauf.
2014 errichtete das zu eBay gehörende eBay Enterprise ein Logistikzentrum im Star Park nahe Halle (Saale). Es war das erste eBay-Logistikzentrum dieser Art in Europa, bei dem sogenannte „Power Seller“ ihre Waren zwischenlagern konnten. Seit April 2016, nach dem Zusammenschluss mit Innotrac nennt sich das Unternehmen Radial und wurde im November 2017 durch die belgische Bpost übernommen.
Derzeit bietet eBay Deutschland mehrere Logistiklösungen an:
- eBay Fulfillment by Orange Connex[101]: Seit Herbst 2020 richtet sich das Fulfillment-Programm an Händler mit einem Versandvolumen von mehr als 20 Sendungen pro Tag. Es umfasst Lagerung, Kommissionierung, Verpackung und Versand der Artikel.
- eBay-Versand by Packlink[102]: Dieses Versandprogramm gibt es seit 2021[103] und es ist bereits ab einer Sendung pro Tag nutzbar. Es ermöglicht den Druck von Versandetiketten, die Auswahl zwischen Standard- und Expressversand, die Buchung von Abholungen sowie die Abgabe von Paketen in Paketshops.
- eBay Sofortversand by FIEGE[104][105]: Der eBay-Sofortversand by FIEGE wurde im Juni 2021 eingeführt[106] und ermöglicht die taggleiche Abholung von Sendungen in ausgewählten Regionen Deutschlands. Der eBay Sofortversand by FIEGE bietet eine schnelle Versandoption für Händler, die ihre Kunden zügig beliefern möchten.
- eBay Versandcenter[107][108]: Das eBay Versandcenter gibt es seit 2005.[109] Es bietet Informationen und Lösungen rund um Verpackung, Versand und Logistik. Es richtet sich an Verkäufer aller Größenordnungen und unterstützt bei der Auswahl des passenden Versanddienstleisters. Logistikpartner wie DHL, die Deutsche Post AG, die Hermes Logistik Gruppe und die iloxx AG assistieren eBay hierbei.

Nach geltender Rechtsprechung werden auf eBay in Deutschland keine Versteigerungen im Sinne des BGB durchgeführt, sondern es kommen (unter Umständen nach einem auktionsartigen Bietverfahren) Kaufverträge zustande. Dies hat zur Folge, dass viele Gesetze zum Schutz der Verbraucher (zum Beispiel bezüglich Widerrufsfristen und Haftung bei Verlust der Ware) gelten. Insofern ist eBay kein Auktionshaus, sondern Vermittler von Verkäufen.
Von Mai 2007 bis Ende 2009 wurde vom Verlag Gruner + Jahr in Deutschland das eBay-Magazin herausgebracht.
Am 17. September 2015 startete eBay startet das „B-Ware-Center“, einen speziellen Bereich für B-Ware, generalüberholte Geräte und geprüfte Gebrauchtware. 2021 entstand daraus der eBay Re-Store, eine Plattform für den Verkauf von gebrauchten und Refurbished-Produkten von gewerblichen Händlern. Im Sortiment sollen mehr als 3 Millionen Artikel in über 140 Kategorien sein. Mehr als 170 Marken und autorisierte Händler sind im Re-Store aktiv, darunter Unternehmen wie Dyson, AEG, De'Longhi, Bosch, Peloton, SONOS, Scheppach und Electrolux.
Ebenfalls 2015 begann eBay in den Städten Mönchengladbach und Diepholz Pilotprojekte zur Stärkung des lokalen Einzelhandels. Im April 2021 wurde daraus die Initiative namens eBay Deine Stadt, die in Kooperation mit dem Handelsverband Deutschland (HDE) ins Leben gerufen wurde. Ziel ist es, lokalen Einzelhändler eine digitale Plattform zu bieten, auf der sie ihre Produkte sowohl lokal als auch national verkaufen können. Mitte 2024 gehörten der Initiative mehr als 40 Städte an. Während der Corona-Pandemie hat eBay Deutschland im März 2020 ein Soforthilfeprogramm ins Leben gerufen, um vor allem stationäre Händler beim Einstieg in den Online-Handel zu unterstützen. Dieses Programm wurde im Januar 2021 unter dem Namen eBay-Durchstarter fortgeführt. Im September 2023 führte eBay die Rubrik eBay Lokal ein, mit der lokale Angebote herausgehoben präsentiert werden, um so den nachbarschaftlichen Handel zu stärken.

### Konkurrenten
In den meisten Regionen ist eBay de facto konkurrenzlos. Als Auktionshäuser gibt es diverse und durchweg wesentlich kleinere Anbieter, die sich jeweils auf ein Land und oft auch auf bestimmte Fachgebiete spezialisiert haben. Teilweise versuchen diese, durch niedrigere Gebühren oder andere Auktionskonzepte (etwa eine von der Zahl der Gebote abhängige Restdauer) Kunden zu gewinnen.
Derartige Anbieter in Deutschland sind beispielsweise Hood.de und in einigen Bereichen auch Booklooker.
In Österreich betreibt willhaben einen bis hin zur Abbildung kostenlosen „Marktplatz“, auf dem ein Anbieter einen Preis vorschlägt, der jedoch wie der Verkauf selbst via vermittelter E-Mail frei verhandelbar ist.
In der Schweiz ist Ricardo der größte Internet-Auktionsmarktplatz, der auch den früheren Marktführer in Österreich OneTwoSold im September 2008 übernommen hat und der dann in Ricardo.at umbenannt wurde; Ende 2010 wurde Ricardo.at geschlossen.
In Polen ist Allegro Marktführer, in China wurde eBay durch Taobao verdrängt.
Als Handelsplattform ist vor allem Amazon.com als Konkurrent zu nennen. Dort werden die Preise klassisch vom Verkäufer festgelegt.
Mit dem lateinamerikanischen Konkurrenten MercadoLibre kooperiert eBay seit 2001. So ist eBay in den Ländern, in denen MercadoLibre aktiv ist, nicht präsent und umgekehrt. Zudem ist eBay seit dem Jahr 2001 an MercadoLibre beteiligt.

## Geschäftsprozesse
Die Geschäftsidee von eBay besteht darin, eine Internet-Plattform für den Verkauf von beliebigen Waren zur Verfügung zu stellen. Die Firma eBay selbst tritt dabei als Vermittler eines Kaufvertrags zwischen Verkäufer und Kunde auf. Käufer können einen unüberprüften Account, ob unter eigenem oder anderem Namen, anmelden; Verkäufer müssen ihre Identität bestätigen.
Die Nutzung der Plattform kostet den gewerblichen Verkäufer eine Gebühr, für den Käufer ist sie dagegen kostenlos. Gleichzeitig versucht eBay, den automatisierten Prozess und damit die Bindung des Verkäufers ständig auszubauen. Ein neues Bezahlverfahren über eBay scheiterte zunächst, da festgestellt wurde, dass dafür eine Bankenlizenz notwendig war.
Für den Verkauf werden grundsätzlich zwei Konzepte angeboten:

### Verkauf gegen Höchstgebot
Dies ist das Verkaufsverfahren, das den Erfolg von eBay begründete. Der Anbieter einer Ware gibt einen Startpreis (in Deutschland mindestens 1 Euro, keine Obergrenze) und eine Laufzeit (gegenwärtig für bis zu 10 Tage) für die „Versteigerung“ vor. Die Interessenten haben dann die Möglichkeit, nur den Startpreis (bei Erstgebot auf ein Los) oder einen höheren Betrag auf den jeweiligen Artikel zu bieten. Sie können jederzeit von konkurrierenden Interessenten überboten werden. Der aktuelle Stand der Gebote ist jederzeit für alle Beteiligten einsehbar.
Derjenige Bieter, der zum Endzeitpunkt der Auktion den höchsten Betrag geboten hat, nimmt das vom Verkäufer bereits verbindlich abgegebene Angebot an. Ein „automatisches Bietsystem“ erhöht die früheren Gebote in definierten Erhöhungsschritten. Diese Schritte hängen vom aktuellen Preis ab und betragen auf der deutschen eBay-Seite zum Beispiel 0,50 Euro bei einem Wert unter 50 Euro.
Ein Zuschlag durch den Verkäufer wird nicht erteilt. Denn bei einem Zuschlag handelt es sich um eine Willenserklärung des Auktionators, mit dem dieser das Gebot eines Bieters annimmt und nicht um einen bloßen Zeitablauf. Auch ist der Begriff „Versteigerung“ nicht technisch zu verstehen im Sinne des § 156 BGB. Vielmehr handelt es sich um einen Kaufvertrag mit der Besonderheit, dass die Annahme von demjenigen Bieter abgegeben wird, der bis zu dem vom Verkäufer festgelegten Zeitpunkt das höchste Gebot abgegeben hat. Der Preis ist dabei nicht identisch mit dem maximalen Gebot, sondern eine Währungseinheit (zum Beispiel Euro) höher als das zweithöchste Gebot. Es handelt sich daher (abgesehen vom geringfügigen Aufpreis gegenüber dem Zweitgebot) um eine sogenannte englische Zweitpreis-Auktion, die das Zweitpreis-Prinzip der Zweitpreisauktion mit dem aus Saalversteigerungen bekannten mehrfachen gegenseitigen Überbieten (der sogenannten englischen Auktion) verbindet.
Ein Interessent muss erst dann den von ihm gebotenen Maximalpreis bezahlen, wenn es einen zweiten Interessenten gibt, dessen Gebot knapp darunter liegt. Findet sich überhaupt kein weiterer Bieter, bleibt es beim vom Verkäufer vorgegebenen Startpreis als Endsumme, selbst wenn der Interessent während der Laufzeit sein eigenes Gebot – auch mehrmals – als sogenanntes „unsichtbares Gebot“ erhöhen sollte.
Ferner gibt es (mit Ausnahme der Schweiz) insbesondere für hochpreisige Produktgruppen die Option, einen für den Käufer zunächst unsichtbaren Mindestpreis festzulegen, der vom Höchstbietenden überschritten werden muss, damit es zum Kaufabschluss kommt.

### Verkauf zum Festpreis
Der Verkäufer bietet eine Ware für eine von ihm festgelegte Frist zu einem festen Preis an. Den Zuschlag erhält der erste Interessent, der bereit ist, diesen Preis zu zahlen. Die Angebote zum Festpreis werden auf den eBay-Seiten parallel zu den Versteigerungen aufgeführt. Diese Einstellart wird von eBay „Sofort kaufen“ genannt. Hierbei gibt es für den Verkäufer noch die Möglichkeit, die Artikel in vom Käufer auszuwählenden Varianten, verschiedenen Merkmalen oder in höheren Stückzahlen anzubieten.
Die Ware kann gleichzeitig gegen Höchstgebot versteigert und zum Festpreis angeboten werden. Wenn ein Kaufinteressent vor Auktionsende den ausgeschriebenen Festpreis annimmt, wird das laufende Angebot beendet. Bietet jedoch ein Interessent zunächst einen Preis und startet damit die Auktion, erlischt gleichzeitig die „Sofort-kaufen“-Option.
Zudem besteht für den Verkäufer bei Festpreisangeboten die Möglichkeit, sich vom Interessenten einen Preis vorschlagen zu lassen. Im Einstellformular kann vorab festgelegt werden, ab welcher Preisgrenze die Vorschläge automatisch angenommen werden beziehungsweise es kann mehrfach ein Gegenvorschlag unterbreitet werden. Käufer haben bei einem Artikel bis zu drei Versuche, einen Preis vorzuschlagen.

### Wucherverbot nur bei lebenswichtigen Artikeln

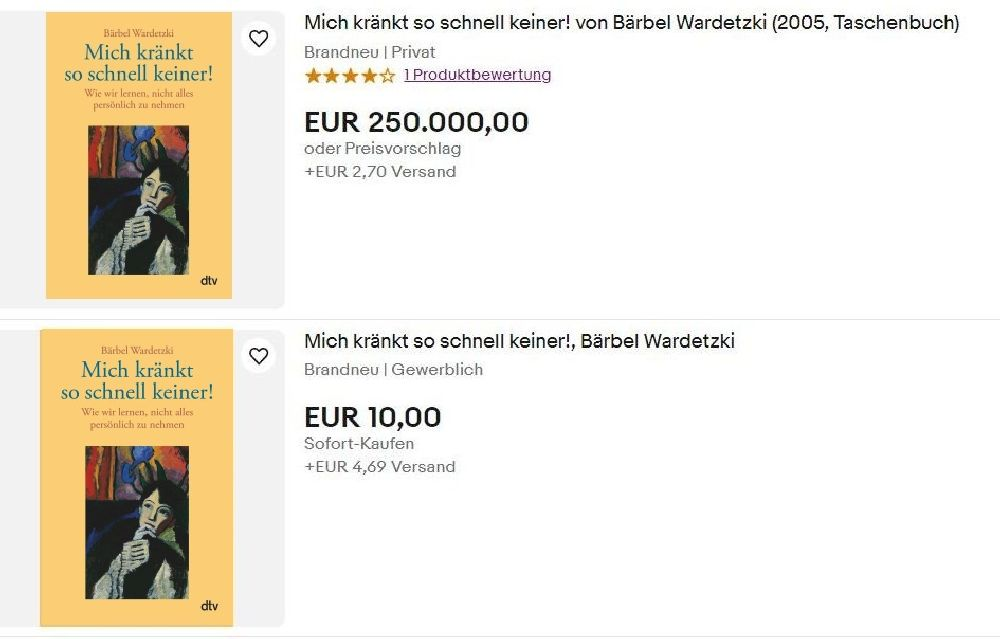
Identisches Produkt zu extrem unterschiedlichen Preisen

Grundsätzlich kann jeder Verkäufer den Angebotspreis frei bestimmen. Eine eBay-Regel besagt allerdings, dass es nicht erlaubt ist den Preis eines Artikels höher anzusetzen, als was man allgemeinhin als fair und angemessen betrachten kann.
Dieser Grundsatz gilt jedoch ausschließlich für Artikel, die als notwendig, oder auch als Artikel des täglichen Bedarfs betrachtet werden und nur diese Artikel können auch als Preiswucher gemeldet werden.
Bücher, Broschüren und Zeitschriften z. B. erfüllen diese Voraussetzung nicht. Hier werden Artikel im Wert von lediglich einigen Euro in nicht geringem Umfang zu fünf- und sechsstelligen Preisen angeboten, ohne dass eBay dagegen etwas unternimmt. Auch Edelsteine werden zum Teil zu deutlich überhöhten Preisen eingestellt.

## Mitgliedschaft / Nutzung
Um über eBay eine Ware kaufen oder verkaufen zu können, muss man formal Mitglied sein. Mit dieser durch ein Passwort abgesicherten Mitgliedschaft wird in der Datenbank von eBay ein Profil angelegt, das neben den für den Versand nötigen Daten Zugriff auf weitere Funktionen bereitstellt. So kann das jeweilige Mitglied dort den Stand seiner Auktionen einsehen oder anderen Mitgliedern Nachrichten zukommen lassen. Dieser „Mein eBay“ genannte Bereich dient eBay damit als Kundenbindung. Mit den am 12. März 2014 in Kraft getretenen Änderungen der Allgemeinen Geschäftsbedingungen (AGB) für die Nutzung der deutschsprachigen eBay-Dienste hat eBay die Mitgliedschaft in ein Nutzungsverhältnis umgewandelt; statt von Mitgliedern spricht der AGB-Wortlaut nun von Nutzern.

### Rechtliches
eBay-Auktionen sind in Deutschland laut einem Urteil des Bundesgerichtshofs keine Auktionen im juristischen Sinne, sondern Kaufverträge, die bei Angebotsende rechtswirksam werden. Der Verkäufer muss daher auch dann liefern, wenn die Auktion – aus welchem Grund auch immer – vorzeitig endet. Einzige Ausnahme: Er ist wegen Verlustes oder Zerstörung der Kaufsache oder eines Irrtums berechtigt, sein Angebot nach Start der Auktion wieder zurückzuziehen. Folge der Einstufung der eBay-Auktion als Kaufvertrag ist außerdem, dass der Ausschlussgrund des § 312d Abs. 4 Nr. 5 BGB (alte Fassung; seit dem 13. Juni 2014: § 312g Abs. 2 Nr. 10 BGB) nicht greift und damit ein Widerrufsrecht nicht ausgeschlossen ist.
Unter den Verkäufern ist es wichtig zu unterscheiden, ob diese gewerblich oder privat Waren anbieten. Gewerbliche Verkäufer müssen – anders als Privatleute – den Käufern ein Widerrufs- und Rückgaberecht einräumen. Zudem können diese die Gewährleistung nicht wirksam ausschließen; diese beträgt bei gebrauchten Waren mindestens 12 Monate und bei Neuware 24 Monate. Gewerbliche Verkäufer sind zudem seit 2009 (Fünfte Verordnung zur Änderung der Verpackungsverordnung) verpflichtet, Verpackungen zurückzunehmen bzw. sich an einem Rücknahmesystem (Duales System) zu beteiligen. Eine genaue Grenze zu gewerblichen Anbietern ist derzeit noch schwierig, und in Streitfällen entscheiden die Gerichte unterschiedlich. Allerdings weisen Merkmale wie mehr als 40 Verkäufe in wenigen Monaten oder der Status PowerSeller auf gewerbliche Aktivitäten hin, ebenso intensive Werbeaussagen.

### Gewerbliche Verkäufer
Verkäufer können gegenüber eBay erklären, ob sie privat oder gewerblich verkaufen. Private Verkäufer unterliegen bestimmten Beschränkungen.
Ab 30 Verkäufen oder einem Erlös von 2000 € jährlich ist damit zu rechnen, dass eBay dies dem Finanzamt mitteilt, welches daraufhin unter Umständen prüft, ob ein Verdacht auf eine gewerbliche Tätigkeit vorliegt.
Der Verkauf von gebrauchten Haushaltsartikeln wird in der Regel nicht als gewerblich angesehen. Der Verkauf mit Gewinn kurze Zeit nach dem Kauf jedoch schon. Als Hinweis auf eine gewerbliche Tätigkeit kann unter anderem gewertet werden
- wenn die Artikel auf professionellen Fotos präsentiert werden,
- wenn ein Versand ins Ausland angeboten wird,
- wenn der Verkäufer als Powerseller geführt wird oder
- wenn pro Jahr über 100 Bewertungen erhalten wurden.

Beispielfälle, in denen die Gerichte auf gewerbliches Handeln von Verkäufern entschieden:
- Verkauf von 39 Artikeln in 5 Monaten, LG Berlin, Az. 103 U 149/01
- Verkauf von über 40 Büchern in 6 Wochen, OLG Frankfurt am Main, Az. U (Kart) 18/04
- Verkauf von Bekleidung als Neuware in verschiedenen Größen, LG Hannover, Az. 18 O 115/05[134]
- Verkauf von 42 neuwertigen oder gleichartigen Artikel in 4 Wochen, OLG Zweibrücken, Az. 4 U 210/06[135]
- Verkauf von 10 neuen Markenartikeln, LG Frankfurt am Main, Az. 2/03 O 192/07[136]
- 154 Bewertungen von Käufern und Werbung „Verkaufe alles, was im Haushalt nicht mehr nötig ist“, AG Bad Kissingen, Az. 21 C 185/04[137]
- Durchschnittlich 26 Käuferbewertungen im Monat (über mehrere Monate) BGH[138]
- Verkäufer mit 500 Auktionsangeboten in sechs Wochen ist gewerblicher Anbieter, OLG Hamm[139][140]
- Andererseits wäre eine Sammlungsauflösung von 688 angebotenen Artikeln nicht zwangsläufig gewerblich.[141]

### Bewertungssystem
Eine Auktionsplattform im Internet hat grundsätzlich das Problem, dass Käufer und Verkäufer meist keinen persönlichen Kontakt haben und beide Gruppen unüberschaubar groß sind. Ein Verkäufer, der defekte Ware liefert, hätte ohne Bewertungssystem Chancen, wiederholt gutgläubige Käufer zu finden; das Gleiche gilt für einen Kunden, der die gekaufte Ware nicht abnimmt oder bezahlt.
Um dieses Problem zu reduzieren, haben Online-Auktionshäuser wie eBay ein Bewertungssystem eingeführt, das es beiden Seiten nach jedem Kauf ermöglicht, den Vorgang zu beurteilen. Bei eBay kann dazu von Käufern die Kennzeichnung „positiv“, „neutral“ oder „negativ“ abgegeben werden. Diese Möglichkeit hatten auch Verkäufer; jedoch seit dem 22. Mai 2008 wurde die Bewertung von Käufern mit neutral und negativ ausgeschlossen. Selbst wenn der Bewertungstext z. B. wegen Nichtzahlung oder Betrugsversuchs inhaltlich negativ ist, wird die Bewertung beim Käufer widersinnigerweise als eine positive mit grünem Pluszeichen dargestellt. Zudem werden notorische Nichtzahler, auch wenn sie zentral gemeldet wurden, in der Regel nicht gesperrt. Die Gesamtpunktzahl (erhaltene positive Bewertungen minus erhaltene negative Bewertungen während der gesamten Dauer der Mitgliedschaft) wird zusammen mit einem Prozentsatz (errechnet aus der Anzahl aller positiven Bewertungen geteilt durch die Summe der erhaltenen positiven und negativen Bewertungen innerhalb der letzten zwölf Monate) hinter dem Benutzernamen ausgewiesen. Dieses Bewertungssystem ist jedoch nur bei der Bewertung von Verkäufern aussagefähig, bei der von Käufern, wie dargestellt, irreführend.
Seit Mai 2007 ist zusätzlich eine differenziertere Verkäuferbewertung der Kriterien Artikel wie beschrieben, Kommunikation, Versandzeit und Versand- und Verpackungsgebühren möglich: Für jedes dieser Kriterien sind maximal fünf Sterne zu vergeben. Die durchschnittlichen Werte werden im Mitgliedsprofil detailliert angezeigt und lassen sich – anders als die klassische Bewertung – auch vom bewerteten Mitglied nicht direkt dem Bewerter zuordnen.
Die Bewertungen, Kommentare und innerhalb eines bestimmten Zeitraums auch die zugrunde liegenden Angebote sind für jedermann einsehbar. eBay-Mitglieder können die über sie abgegebenen Kommentare und die Auktionen, an denen sie beteiligt waren, allerdings auch verbergen.
Die durchschnittliche Bewertung eines Verkäufers hat verschiedene Auswirkungen auf dessen Angebote. Unterdurchschnittliche Bewertungen können zur Einschränkung des erlaubten Handelsvolumens führen. Angebote von Verkäufern mit durchschnittlich sehr positiven Bewertungen werden hingegen auf verschiedene Weise bevorzugt. So werden deren Angebote mitunter vor den Suchergebnissen von Mitbewerbern angezeigt, des Weiteren bietet eBay sogenannten Verkäufern mit Top-Bewertungen Rabatte auf die Verkaufsprovision.
Bei Streitigkeiten, oder wenn etwa Beleidigungen erfolgten, kann die Streichung der gegenseitigen Bewertungskommentare bei eBay beantragt werden. Weiterhin ist es möglich, den von der anderen Seite abgegebenen Kommentar noch einmal zu kommentieren. Bewertungen auf eBay waren mit dem Argument der Rufschädigung schon Auslöser von gerichtlichen Auseinandersetzungen.

### Weitere Dienste
Zusätzlich bietet eBay Serviceleistungen rund um die Abwicklung des Kaufes an. Die Zahlung kann auch über das Online-Bezahlsystem PayPal (eine ehemalige Tochter von eBay) abgewickelt werden. Es gibt einen sogenannten Shop für Verkäufer, der für eine feste monatliche Gebühr zusätzliche Gestaltungs- und Auswertungsmöglichkeiten bietet. Für den Versand der Waren werden auf den Internetseiten Werbelinks zu verschiedenen Versandunternehmen vorgehalten. Alternative Angebote von möglichen Wettbewerbern, wie zum Beispiel Google Wallet oder Bitcoin, sind nicht zugelassen.
„eBay Express“ war ein von eBay gegründeter Onlineshop. Anders als bei eBay selbst gab es keine Auktionen, sondern es wurde nur Neuware von geprüften gewerblichen Anbietern angeboten. Alle Waren wurden per „SofortKaufen“ verkauft, so dass das Bieten auf einen Artikel entfiel. Als Kunde hatte man, wie in anderen Onlineshops auch, einen virtuellen Warenkorb. Diesen konnte man mit verschiedenen Artikeln unterschiedlicher Anbieter füllen und alles auf einmal bezahlen. Weiterhin waren alle Angebote unbegrenzt durch einen von der eBay-Tochter PayPal angebotenen Käuferschutz gesichert. 2008 wurde der „eBay-Express“-Dienst eingestellt, begründet seitens eBay mit „Reaktionen unserer Käufer und Verkäufer“.
Seit Oktober 2011 gibt es den Sofort-Verkauf für Elektrogeräte und Handys. Dabei schicken Privatkunden ihren Artikel an eBay und erhalten umgehend ein Angebot. Der Service heißt inzwischen eBay Komfort und schließt auch Damenmode ein.
Von 2007 bis zum 1. September 2015 existierte eine eBay-Kreditkarte (MasterCard), mit der eBay-Bonuspunkte gesammelt werden konnten. Hatte der Kreditkarten-Inhaber ausreichend Punkte gesammelt, so erhielt er automatisch eine Mail mit einem PayPal-Gutschein, für dessen Einlösung der Karteninhaber über ein PayPal-Konto verfügen musste. Der Gutscheinwert konnte so beim nächsten eBay-Kauf eingelöst werden (Cashback). Herausgeber der eBay-Kreditkarte war die Commerzbank AG. eBay gestaltete als Vertragspartner das zugehörige Bonuspunkte-Programm.
Ende Februar 2012 kündigte eBay die Umstellung des Zahlungssystems für Deutschland und Österreich an. So sollten Käufer direkt an eBay bezahlen, während Verkäufer eine Auszahlung von eBay erst erhalten, nachdem sie den Versand im System bestätigen. eBay fungiert somit als Treuhänder, der je nach Verkaufshistorie unterschiedliche Auszahlungsfristen vorsieht. Die Abwicklung des Zahlungsverkehrs erfolgt über einen zum eBay-Konzern gehörenden Zahlungsdienstleister mit Sitz in Luxemburg. Mit der Einführung ist eine Veränderung der eBay-Gebührenstruktur vorgesehen, die sich teilweise in der Erhöhung der Verkaufsprovision ausdrücken wird. Im Gegenzug sollten Nebengebühren des Zahlungsverkehrs (PayPal) entfallen. eBay erhoffte sich von dieser Änderung höhere Käuferzufriedenheit durch größere Zuverlässigkeit der Verkäufer beim Versand und der Beschreibung der Artikel. Aufgrund unterschiedlicher Rechtsauffassungen kam es im Juni 2012 zu Auseinandersetzungen mit der Bundesanstalt für Finanzdienstleistungsaufsicht, da eBay im Gegensatz zu PayPal nicht über die entsprechende Lizenz als Zahlungsdienstleister verfüge. Daraufhin wurde die Einführung auf 2013 verschoben.
Im Juli 2013 startete die Testphase der neuen „Sub-Plattform“ eBay Hire erstmals in Großbritannien. Über diese Plattform sollen lokale Dienstleistungen einfach und komfortabel für Endverbraucher über das Internet erreichbar werden; die Bedienung ist sehr einfach gehalten. Über ein Formular geben Verbraucher ein, welche Dienstleistungen sie benötigen, und wenig später erhält der Kunde entweder ein Angebot per E-Mail oder einen Anruf vom jeweiligen Dienstleister.
Beim in Deutschland seit 2009 als eBay Kleinanzeigen firmierenden Dienst Kijiji konnten Artikel im Stil von Kleinanzeigen kostenlos angeboten werden. Grundsätzlich durfte der Anbieter dabei nicht ausschließen, dass der Käufer die Ware selbst abholt. Ein zusätzlich angebotener Versand war aber erlaubt. „eBay Kleinanzeigen“ war also hauptsächlich an Interessenten gerichtet, die sich in räumlicher Nähe zum Anbieter befanden. Seit 2020 gehört eBay Kleinanzeigen allerdings nicht mehr zu eBay, sondern zum norwegischen Unternehmen Adevinta.
Im August 2019 startete eBay seinen Logistikservice „eBay Fulfillment“. Der Service war seit Anfang 2019 in Deutschland und den USA mit ausgewählten Händlern getestet worden.

### Werkzeuge von Drittanbietern
Rund um eBay haben sich Anbieter von speziellen Werkzeugen zum Kauf, Verkauf und zur Analyse von Auktionen aufgestellt. Eines der ersten deutschen Programme zum automatischen Verwalten von Angeboten und Bietvorgängen ist das von Joachim Schlesmann 2001 entwickelte Biet-o-Matic, inzwischen als freie Open-Source-Software für Microsoft Windows vertrieben. Da ebay den Login-Prozess geändert hat, ist die Software schon längere Zeit nicht mehr funktionstüchtig (Stand 26. Februar 2020). Schlesmann geriet mehrmals mit eBay Deutschland in Rechtsstreit, weil das Programm angeblich den Auktionsbetrieb störe, insbesondere wenn es automatisch wenige Sekunden vor dem Ende einer Auktion biete. In den USA und anderen Ländern werden solche Sniper-Programme (von englisch sniper = Heckenschütze) von eBay toleriert.
Umfassende Statistik-Dienstleistungen für eBay-Vorgänge sind ein weiterer Markt. So lassen sich zum Beispiel die erzielten Preise für ein bestimmtes Produkt in Abhängigkeit von Wochentag und Uhrzeit des Auktionsendes ermitteln. Auch kann der Kunde Produktarten und damit Marktnischen finden, für die es Nachfrage, aber kaum Angebote gibt. Das größte Portal für die Marktanalyse, auch von Amazon-Traffic, ist die amerikanische Firma Terapeak.

## Bedeutende Vorfälle
Am 21. Mai 2014 rief eBay, auf Grund eines Hackerangriffs, weltweit alle 145 Millionen Benutzer dazu auf, ihre Passwörter zu ändern. Der Angriff fand bereits Ende Februar/Anfang März 2014 statt und wurde zwei Wochen vor Bekanntgabe entdeckt. Passwörter und andere Daten seien jedoch per Salt-Technologie verschlüsselt gewesen.

## Trivia
Immer wieder kommt es bei eBay zu kuriosen Auktionsangeboten. Das Unternehmen selbst nimmt eine distanzierte Position zu derartigen Versteigerungen ein und löscht unzulässige Auktionen meist vor Ablauf der Einstelldauer. Großes Medieninteresse finden solche Auktionen, wenn sie das aktuelle Zeitgeschehen aufgreifen oder besonders hohe Gebote erhalten. Bekannt wurde unter anderem im Frühjahr 2005 ein VW Golf IV, der früher dem späteren Papst Benedikt XVI. gehört hatte und für fast 190.000 Euro versteigert wurde.
Der erste Artikel, der je bei eBay verkauft wurde, war ein defekter Laser-Pointer für 14,83 Dollar. Erstaunt kontaktierte der Gründer Omidyar den Höchstbietenden, um ihn zu fragen, ob er verstanden habe, dass der Laser-Pointer nicht funktionsfähig sei. Auf seine E-Mail erklärte der Käufer, er sei ein Sammler von defekten Laserpointern.
Die oft wiederholte Geschichte, dass Omidyar eBay gegründet habe, um seiner Verlobten den Handel mit PEZ-Spendern zu erleichtern, wurde 1997 von einem Public-Relations-Manager erfunden.
Die britische Band Chumbawamba verarbeitete die für sie typische Konsum- und Kapitalismuskritik in der Single On eBay (Album Un, 2004).
2021 wurde ein eBay-Manager zu einer Haftstrafe verurteilt, nachdem er die Betreiber des Blogs bzw. Newsletters EcommerceBytes mit zugesandten Kakerlaken belästigt haben soll. Sieben ehemalige eBay-Mitarbeiter hätten zudem zugegeben, 2019 an einer umfangreichen Kampagne gegen das den Newsletter betreibende Ehepaar teilgenommen zu haben, worauf eBay zu einer Zahlung von drei Millionen Dollar verurteilt wurde.

## Kritik

### Gebühren
Eine oft geäußerte Kritik bestand darin, dass eBay die Gebühren und Verkaufsprovisionen für Verkäufer seit Gründung tendenziell immer weiter erhöhte und damit seine marktbeherrschende Monopolstellung ausnutze. 2003 waren es zwischen 5 % (bei einem Verkaufspreis bis 50 Euro) und 2 % (bei über 500 Euro). Bis Frühjahr 2021 waren es 10 % (maximal 199 Euro). Ab Mai 2015 wurden ebenfalls 10 % Provision auf die Verpackungs-, Versand- und sonstigen Kosten berechnet, nachdem der Käufer in der Kaufabwicklung die gewünschte Versandart und gegebenenfalls Sonderverpackungen oder zusätzliche Versicherungen ausgewählt hatte. Diese Provisionsregel wurde im März 2016 zurückgenommen.
Im Mai 2021 hatte eBay das Gebührenmodell, im Rahmen der Übernahme der Zahlungsabwicklung, grundlegend überarbeitet. Es berücksichtigte wieder die Porto- und Versandkosten bei der Berechnung und hob für private Verkäufer die Deckelung auf maximal 199 Euro auf. Die variable Verkaufsprovision wurde für den Anteil des Gesamtbetrags bis zu einer Höhe von 1.990,00 EUR auf 11 % angehoben. Für den Anteil des Gesamtbetrags über 1.990,00. Euro lag er bei 2 %. Dazu kam eine einmalige Gebühr von 0,35 Cent bzw. 0,05 Cent bei Beträgen bis 10 Euro. Je nach Konstellation fielen zudem weitere Gebühren für Währungsumrechnungen, internationale Käufer oder negativ entschiedene Streitfälle an.
Der Versand von Ein-Euro-Auktionen führte zwischenzeitlich zu Szenarien, in denen die eBay-Gebühren höher als die Erlöse waren.
Mit Ankündigung vom 28. Februar 2023 entfallen in Deutschland seit 1. März 2023 die Zahlungen von Einstellgebühren sowie Verkaufsprovisionen an eBay für private Verkäufer. eBay erwartet, dadurch mehr aktive Nutzer zu gewinnen, die ihrerseits auch die Umsätze der weiterhin gebührenpflichtigen gewerblichen Verkäufer steigern. Zudem kann eBay so verstärkt mit dem nicht mehr zum Konzern gehörenden kostenlosen Portal Kleinanzeigen konkurrieren.

### Bewertungen
Das Bewertungssystem soll über die Zuverlässigkeit eines eBay-Nutzers informieren. Anwender weisen darauf hin, dass die Veröffentlichung der Bewertung erst nach Abschluss der Gegenbewertung mehr Transparenz schaffen könnte. Seit Mai 2007 ist eine differenziertere Verkäuferbewertung möglich, die diese Forderung teilweise erfüllt (siehe Absatz Bewertungssystem).
Im Juni 2007 wurden Fälle bekannt, in denen eBay die Negativbeurteilungen von Verkäufern löschte, nachdem die Verkäufer behauptet hatten, ihr eBay-Zugang sei gehackt worden. Tatsächlich aber waren die Verkäufer Betrüger, die damit gutgläubige Kunden weiter schädigen konnten, so dass am Ende ein Schaden von 130.000 Euro entstanden war.

### Sicherheitslücken und Qualitätsmanagement
Immer wieder treten auch Sicherheitsmängel der eBay-Software zutage, die teilweise nur zögerlich behoben werden.
Mitte 2020 wurde bekannt, dass eBay JavaScript-Code nutzt, um heimlich eine Reihe an Ports auf dem System der Nutzer zu überwachen. Der Code ist verschleiert, wodurch seine Funktion schwieriger nachvollziehbar ist. Dies geschieht ohne Einverständnis oder Hinweis gegenüber dem Nutzer. Laut Recherchen von Heise sind nur Windows-Systeme betroffen, abhängig davon, ob die eBay-Seite im gleichen Browser bereits in der Vergangenheit aufgerufen wurde. Unter GNU/Linux wurden keine Portscans beobachtet. Die Redakteure kamen zu der Einschätzung, dass solche Scans rechtlich nicht grundsätzlich illegal seien und auch nicht automatisch gegen die DSGVO verstoßen würden. Allerdings sei das Vorgehen fragwürdig und intransparent. Zumal unklar ist, welche Schlussfolgerungen eBay aus den gesammelten Informationen zieht – unter Umständen könne damit die Legalität in Frage gestellt sein. Das Unternehmen hat auf Nachfrage keine Erklärung zu den Vorwürfen abgegeben.
Des Weiteren merkte die Zeitschrift Stern 2006 an, dass eBay nicht oder nur träge auf Betrugsmeldungen bei Verkäufern reagiere, wie etwa bei Plagiaten von Tonträgern und Ähnlichem.

### Handelsbeschränkungen
Beim Handel mit Waren aus Kuba gilt nach US-Recht, dass eBay Deutschland – ebenso wie eBay Österreich und eBay Schweiz – als Tochterunternehmen eines US-Konzerns „denselben Handelsbeschränkungen unterliegt wie die Muttergesellschaft“. Folgerung von eBay: „Daher dürfen grundsätzlich nur solche kubanischen Artikel bei eBay angeboten werden, die ‚informativ‘ oder ‚lizenziert‘ sind oder die vor dem Inkrafttreten des US-Handelsembargos gegen Kuba am 8. Juli 1963 auf den Markt gekommen sind.“ So ist es zum Beispiel nicht möglich, kubanische Zigarren auf eBay anzubieten.
Nach Expertenansicht verstößt diese Handhabung, die auch für die eBay-Tochter PayPal angewendet wird, jedoch gegen die Verordnung (EG) Nr. 2271/96, die sogenannte EU Blocking Regulation. Diese verbietet es europäischen Unternehmen, also auch europäischen Tochterunternehmen außereuropäischer Muttergesellschaften, ausdrücklich, die US-Sanktionsbestimmungen gegen Kuba und verschiedene andere Länder zu befolgen.
Seit Anfang des Jahres 2020 werden mit einer neuen Zahlungsabwicklung auch Beschränkungen für bestimmte Artikel eingeführt. Die Umstellung soll bis 2021 für die meisten Verkäufer abgeschlossen sein. Beschränkungen werden für folgende Bereiche gelten:
- Alkohol, Spirituosen, Bier, Wein, Tabak
- Pornografische Artikel, insbesondere Filme, Videospiele und Fotos
- Reisen, Übernachtungen und Veranstaltungen
- Münzen, Papiergeld, insbesondere geltende Zahlungsmittel
- Geschenkgutscheine, Prepaid-Karten
- Mietautos und Fahrzeuge
- Immobilien aller Art

### Versandkosten
Von Oktober 2009 bis Februar 2010 durften Verkäufer für ihre Artikel in bestimmten Produktkategorien (zum Beispiel Bücher) keine Versandkosten mehr verlangen. eBay begründete diese Vorgabe damit, dass Versandkosten viele Kunden vom Onlinekauf abhielten. Außerdem gab es in der Vergangenheit häufig Grund zum Ärger bei Kunden, wenn Händler versuchten, durch unangemessen hohe Versand- und Verpackungskosten zusätzlich Geld einzunehmen. Die neue Regelung sollte für mehr „Transparenz und Fairness“ sorgen.
Dies stieß von Seiten der Verkäufer auf Kritik, denn vor allem für private Händler waren eBay-Auktionen in den betroffenen Kategorien weniger lukrativ, wenn nicht sogar – bei geringwertigen Waren – ein Verlustgeschäft. Aber auch viele Käufer befürchteten höhere Kosten, da nun die bisher gängige Praxis, beim Kauf mehrerer Artikel von einem Verkäufer die Versandkosten reduzieren zu können, nicht mehr möglich war. Der private Verkäufer hatte nur die Wahl, den Artikel gebührenfrei für 1 Euro Startpreis anzubieten mit der Gefahr, auf einem Teil der Versandkosten sitzen zu bleiben, oder einen höheren Startpreis zu wählen, um zumindest die Versandkosten vorab abzusichern, was jedoch mit höheren Einstellgebühren verbunden war.
Da einige Verkäufer die damit verbundenen Verluste durch höhere Versandgebühren auszugleichen versuchten, wurden am 8. Februar 2010 Obergrenzen für die Versandkosten festgelegt. Diese Obergrenzen orientieren sich in Deutschland an den Preisen von Versandunternehmen wie DHL und Deutsche Post AG, lassen aber immer noch einen gewissen Spielraum, da zum Beispiel auch Kosten für das Verpackungsmaterial anfallen.

### Steuervermeidung
Im November 2017 wurde eBay in den Veröffentlichungen der Paradise Papers aufgelistet.
Im Dezember 2018 wurde bekannt, dass die eBay Holding GmbH mit Sitz im schweizerischen Bern aufgelöst wurde und die Gewinne seither über eine Holding in den Niederlanden an die Muttergesellschaft in die USA transferiert werden. Dies geschah möglicherweise, um eine Doppelbesteuerung von 5 %, die seit einer Steuerreform verrechnet wird (vergleiche Einkommensteuer (Vereinigte Staaten)), zu umgehen. Im Zuge dieser Fusion wurde die eBay Holding GmbH von der neu gegründeten eBay International Holding GmbH, mit Sitz in Bern, übernommen.

## In den Medien

### Features und Dokumentarfilme
- Walter Filz: Kriegen und Haben. eBay – oder: Wie wild wird der Warenaustausch? 19. November 2005, online auf DeutschlandradioKultur.de, abgerufen am 16. Januar 2017.
- Traders’ Dreams – Eine Reise in die eBay-Welt. Dokumentarfilm, D 2007, Buch und Regie: Stefan Tolz, Marcus Vetter.